# Adrapsa pallidisigna
Adrapsa pallidisigna là một loài bướm đêm trong họ Noctuidae.